# منتزه لينسويس مارنيانسيس الوطني
منتزه لينسويس مارنيانسيس الوطني (البرتغالية : Parque Nacional dos Lençóis Maranhenses )هو منتزه قومي يقع في ولاية مارانهاو في شمال شرق البرازيل. يقع في منطقة منخفضة، ومسطحة, مليئة بالكثبان الرملية ويمتلئ أحياناً بالمياه. يشمل المنتزه 1,500 كم مربع، وبالرغم من الأمطار الوفيرة، فإن المكان لا توجد به حياة نباتية. أصبحت المنطقة منتزهاً قومياً في 2 حزيران 1981.

## الوصف
يتكون المنتزه من كثبان ضخمة وبيضاء، في أول نظرة يبدو منتزه لينسويس كصحراء فريدة من نوعها ولكن في الحقيقة هي ليست صحراء. هذه المنطقة الواقعة خارج حوض الامازون تتعرض لأمطار منظمة في بداية السنة. وبسبب الأمطار فإن ظاهرة غربية تحدث وهي المياه العذبة المتكونة في الأودية بين الكثبان الرملية وهي محمية من النفاذ إلى الأرض بسبب طبقة كتيمة من الأحجار الموجودة أسفل الرمال، وتكون النتيجة بحيرات خضراء وزرقاء وسوداء محاطة من رمال شبه صحراوية، وتصل ذروتها بين تموز وأيلول.
تمتلك البحيرات عدداً كبيرً من الأسماك التي تأتي عندما تكون البحيرات في اقصى امتلاء بعد شهر تموز, عندما تصبح البحيرات موصولة بأنهار مثل نهر ريو نيغرو(الأمازون). أحد أنواع الأسماك في البحيرات هي سمكة النمر أو الذئب الي تبقى في سبات عميق في الطين والمناطق الرطبة بعد أن تكون أغلب مياه البحيرات قد تبخرت، وتعود إلى البحيرات في الموسم المطري التالي.

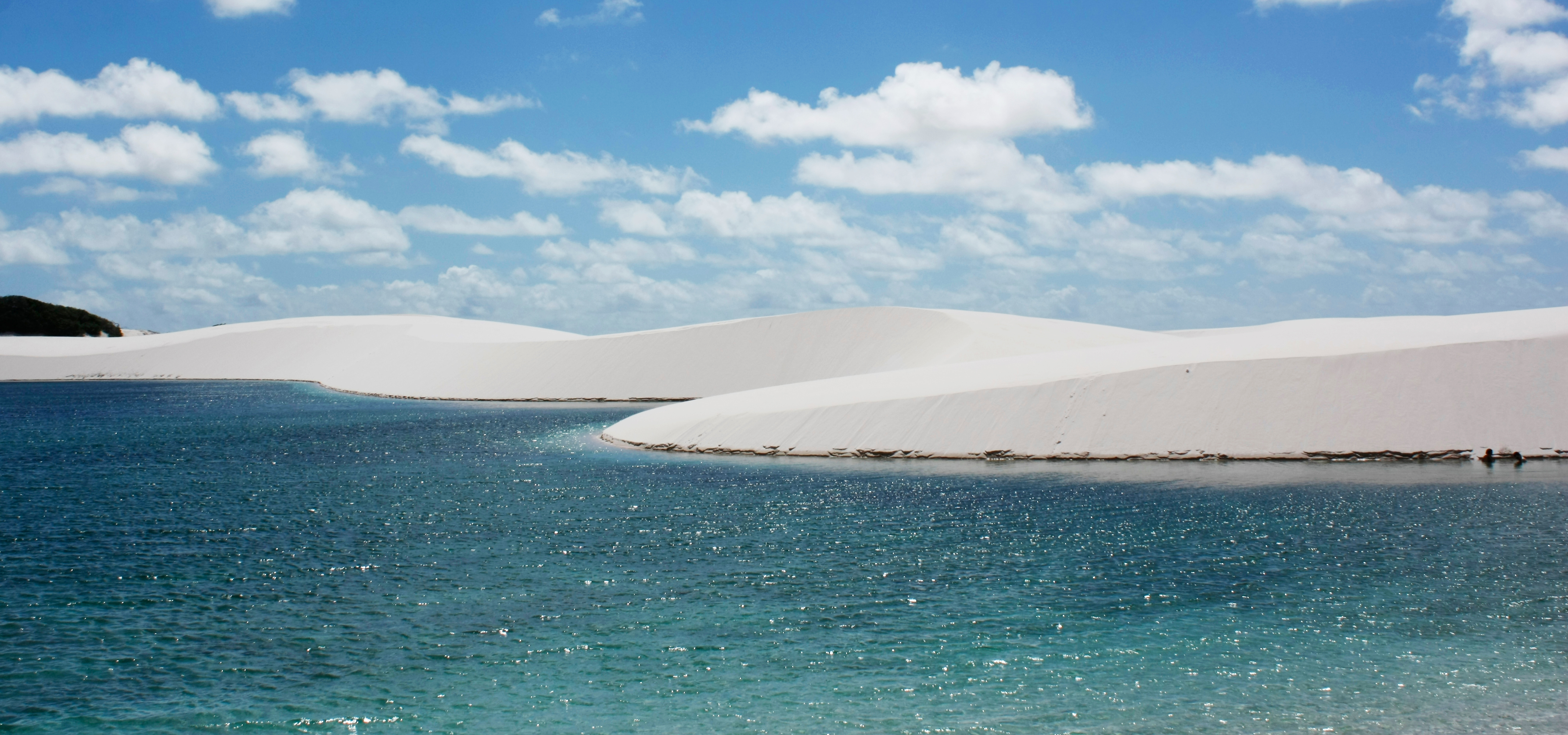

## السكان
بحسب الفلكلور المحلي فإن المنطقة كانت مسكونة من قبل قبائل الكاتي الهندية الذين استيقظوا يوماً ووجدوا منازلهم مغطاة بالرمال. حالة الخدمات في المنطقة مصممة فقط كأداة لحماية علم بيئة المنطقة، بناءً على ذلك فإن العديد من الناس يقيمون في المنتزه كما هي الحالة في إحدى المنتزهات القريبة المسماة جيريكوكورا (Jericoacoara). يعمل أغلب سكان المنطقة كصيادين في موسم المطر، وخلال موسم الجفاف يغادر العديد من السكان للمناطق المجاورة للعمل في الأرض.

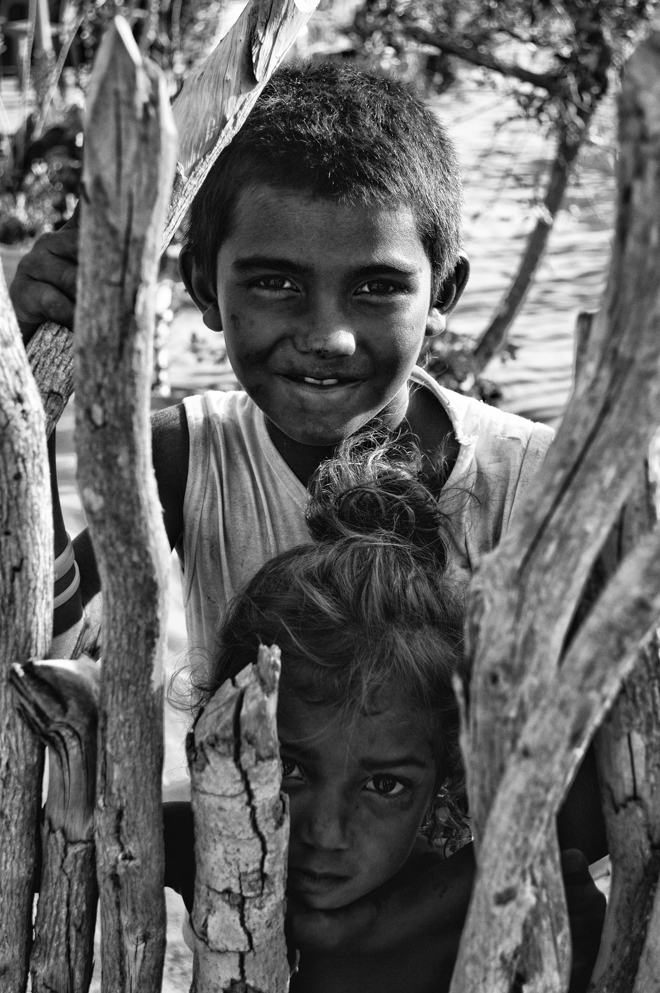
أحد سكان المنطقة

## الزيارة
يجلب المنتزه الناس من بلدات Humberto de Campos, Primeira Cruz, Santo Amaro do Maranhão ,Barreirinhas. توجد العديد من شوارع الباصات والشاحنات بين بلدة Barreirinhas ومدينة ساو لويز عاصمة ولاية مارانهاو, في مسافة تمتد تقريباً إلى 260 كم، ويساعد نهر اسمه Rio Preguiças على التنقل من المنتزه إلى بلدة تسمى أتينس Atins التي تقع في شمالي المنتزه. أكثر الشوارع استعمالاً للتنقل هي BR-135 و BR-222 و MA-404 و MA-225. إن المنتزه واسع ولا توجد شوارع مباشرة فيه. بسبب طبيعة المنتزه المحمية فإن بعض السيارات غير مسموح لها بالدخول. دخول المنتزه مصنوع خصيصاً لسيارات الدفع الرباعي.

## في الثقافة الشعبية
ظهر المنتزه في فيلم منزل الرمال (Casa de Areia). وأغنية (Kadhal Anukkal) التاميلية، وصور فيلم (Enthiran) أيضاً في هذا المنتزه.
‌